# Scopula deflavaria
Scopula deflavaria là một loài bướm đêm trong họ Geometridae.